# Sébastien Joly

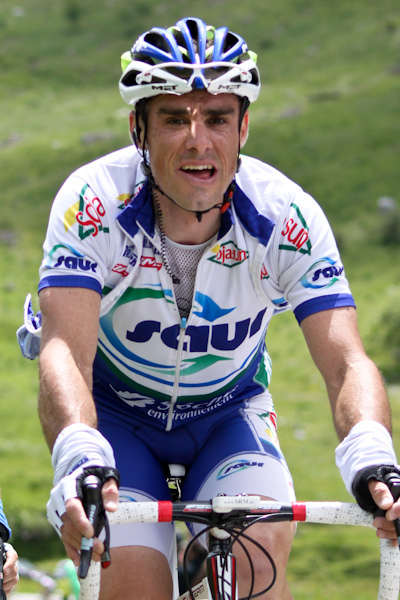
Sébastien Joly beim Critérium du Dauphiné Libéré 2011

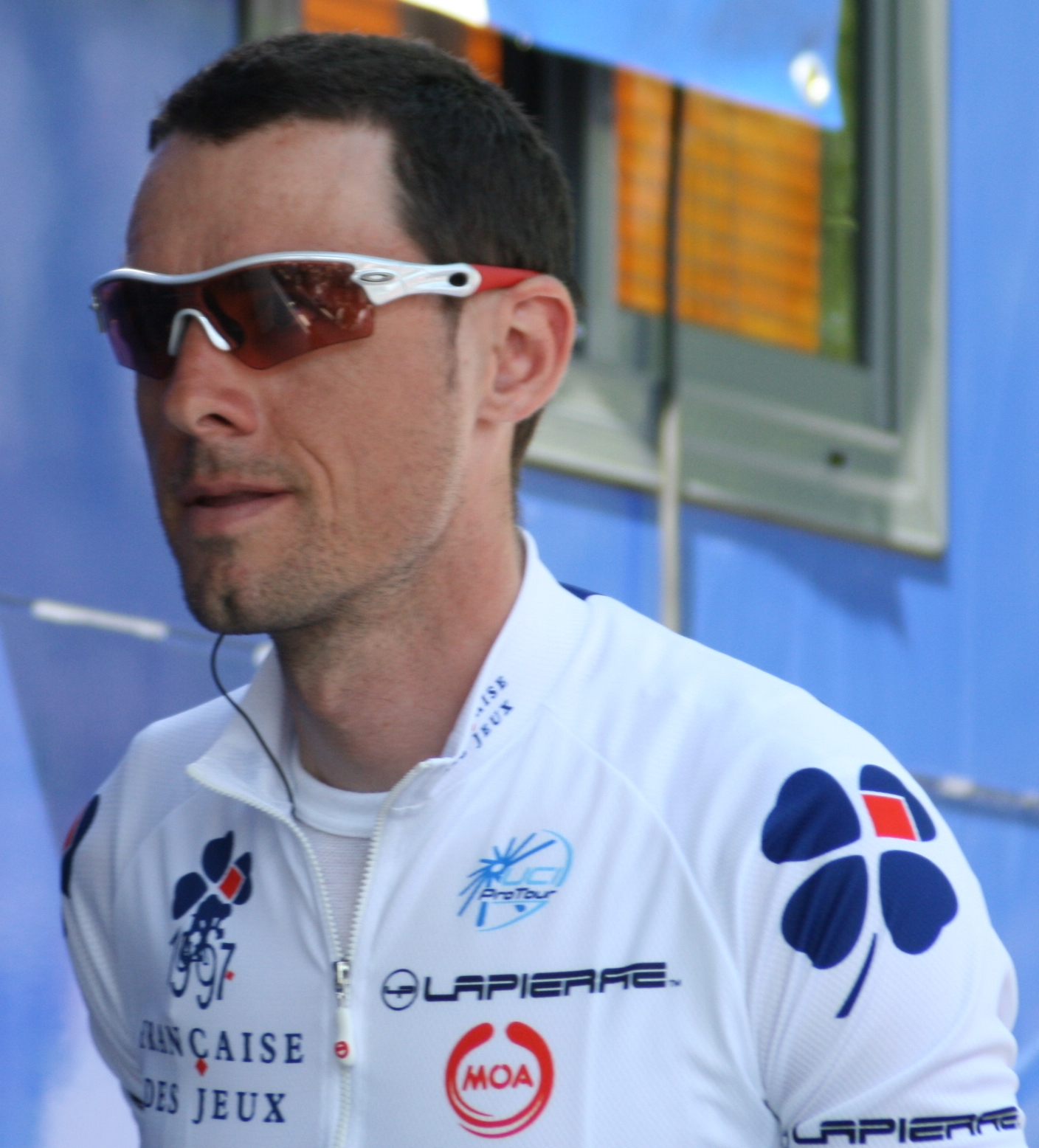
Sébastien Joly 2008

Sébastien Joly (* 25. Juni 1979 in Tournon-sur-Rhône) ist ein ehemaliger französischer Radrennfahrer.

## Sportlicher Werdegang
Als Nachwuchsfahrer gewann Joly im Jahr 1999 Paris–Roubaix in der U23-Klasse. Zur Saison 2001 erhielt er seinen ersten Vertrag bei einem internationalen Radsportteam bei Bonjour. Sein erster internationalen Eliteerfolg gelang ihm 2003 bei dem Eintagesrennen Route Adélie. Die folgende Saison wechselte er dann zu Crédit Agricole, für die er erstmals die Tour de France bestritt und als Vorletzter beendete. 2005 gewann Joly mit der Tour du Limousin seine erste Rundfahrt, wobei ihm auch ein Etappensieg gelang.
Nachdem Joly im April 2007 Paris–Camembert gewonnen hatte, wurde bei ihm im folgenden Juni Hodenkrebs diagnostiziert, die Operation wurde am 3. Juli durchgeführt, an die sich eine Bestrahlung anschloss.
Nach seiner Genesung bestritt Joly wieder Radrennen und gewann 2009 eine Etappe des Circuit de Lorraine. Ende der Saison 2011 beendete Joly seine Karriere als Radsportler.

## Erfolge
1999
- Paris–Roubaix (U23)

2003
- Route Adélie

2005
- Tour du Limousin

2007
- Paris–Camembert

2009
- eine Etappe Circuit de Lorraine

## Grand Tours-Platzierungen
| Grand Tour            | 2004 | 2005 | 2006 | 2007 | 2008 | 2009 | 2010 | 2011 |
| --------------------- | ---- | ---- | ---- | ---- | ---- | ---- | ---- | ---- |
| Giro d’ItaliaGiro     | –    | –    | –    | –    | –    | –    | –    | –    |
| Tour de FranceTour    | 146  | 106  | DNF  | –    | –    | DNF  | –    | –    |
| Vuelta a EspañaVuelta | –    | DNF  | 68   | –    | DNF  | –    | –    | –    |

## Teams
- 2001–2002 Bonjour
- 2003 Jean Delatour
- 2004–2005 Crédit Agricole
- 2006–2009 Française des Jeux
- 2010–2011 Saur-Sojasun